# Kaufring
Die Kaufring AG war eine Einkaufsgenossenschaft von Einzelhändlern und betrieb in ihren letzten Betriebsjahren zudem einige eigene Warenhäuser. Sitz der Gesellschaft war von Anfang bis Ende Düsseldorf. Die Kaufring AG bzw. ihre Vorgängergesellschaften existierten von 1921 bis 2002.

## Geschichte
Die Kaufring AG wurde am 22. Dezember 1921 von 28 Kaufleuten als „Einkaufgenossenschaft Rheinisch-Westfälischer Geschäftshäuser (ERWEGE)“ gegründet. Dabei blieben alle Einzelhändler eigenständig und bündelten ihren Einkauf an Haushaltswaren, um eine größere Marktstärke zu erhalten. Die ERWEGE war somit eine Genossenschaft von Haushaltswarenhändlern.
Anfang der 1930er Jahre wurde das Warensortiment der ERWEGE auch auf Textilien und Lebensmittel ausgedehnt. Durch die Ausweitung konnten nun alle Artikel des täglichen Bedarfs durch die ERWEGE für ihre Händler beschafft werden. Die Attraktivität der Genossenschaft erhöhte sich dadurch erheblich; dies führte dazu, dass ein reger Zustrom an Neueintritten stattfand. Neben Textilfachgeschäften und Kaufhäusern wurden hauptsächlich die sog. Einheitspreisgeschäfte in die Genossenschaft aufgenommen. Gerade Einheitspreisgeschäfte waren an besser kalkulierbaren Preisen interessiert, da sie alle Waren zu festen Preisen verkauften und die Genossenschaft ihnen das Leben erleichterte. Die Preise in Einheitspreisgeschäften waren vorher ersichtlich und für jedermann gleich, außerdem konnte in der Regel auch nicht angeschrieben werden (Karstadt und Woolworth gehörten zu den ersten großen Ketten in Deutschland mit diesem Preissystem).
Nach der Währungsreform begann 1948 die Genossenschaft mit dem Wiederaufbau der Zentrale und der westdeutschen Kaufhäuser. Zum Neustart wurde auch die Genossenschaft umfirmiert: aus der ERWEGE wurde die KAUFRING eG unter Generaldirektor Dr. Otto W. Meyer, Düsseldorf. In den 1960er Jahren entstand nach den Jahren des Wirtschaftswunders immer mehr Nachfrage auch nach internationalen Waren. Daher gründete die Kaufring eG Einkaufsvertretungen rund um den Globus, schwerpunktmäßig in Europa. Zu jener Zeit fuhr man im Urlaub auch besonders gerne ins Ausland, vor allem in die relativ nahen europäischen Nachbarländer. Standorte der Einkaufsvertretungen waren: Barcelona (Spanien), Hongkong (damals Kolonie von Großbritannien), London (Großbritannien), Mailand (Italien), New York (USA), Paris (Frankreich), Tokio (Japan) und Wien (Österreich).
1988 wurde die Kaufring eG in eine AG umgewandelt. Außerdem beschlossen die Gesellschafter, Verkaufsfördermaßnahmen gemeinsam durch eine einheitlichere Werbung und durch Sortimentsoptimierung durchzuführen.

### Kooperationen
Mit den beiden Kaufhauskonzernen Hertie und Horten AG (dritt- und viertgrößte Kaufhauskonzerne der 1980er nach Karstadt und Kaufhof) fand die Kaufring AG Partner für den Einkauf, um im härter werdenden Markt noch Größe zeigen zu können. Zusammen mit der Horten AG wurde 1989 die „Merkur Einkaufsgesellschaft Horten-Kaufring mbH“ gegründet, an der beide Partner 50 % hielten. Ab 1995 übernahm die deutsche Woolworth den Horten-Anteil. Speziell für den asiatischen Raum wurde 1990 die „Sono-Centra“ Einkaufsgesellschaft gegründet. An dieser war die Kaufring AG zu einem Drittel beteiligt, ihre Partner waren Horten und Hertie, welche jeweils auch ein Drittel der Anteile hielten.

### Börsengang
Am 1. Oktober 1991 ging die schon seit drei Jahren zuvor als AG firmierende Gesellschaft an die Börse. Gehandelt wurde die Aktie an den Wertpapierbörsen von Düsseldorf, Frankfurt (Main) und München.

### Einstieg in den Einzelhandel
Nach dem Börsengang wurde beschlossen, dass die Kaufring AG in den stationären Einzelhandel mit eigenen Filialen (Warenhäusern) eintreten sollte. Als erstes wurde die Horten AG als Übernahmekandidat herausgesondert. Mit der Horten AG arbeitete man in Kooperationen schon zusammen, außerdem hatte Horten kurz zuvor das erfolgreiche Galeria-Konzept entwickelt und war mit etlichen Filialen in der ganzen Bundesrepublik vertreten. So stieg die Kaufring AG 1992 mit einem 5-%-Aktienanteil bei der Horten AG über die West LB ein. Doch an Horten war auch der Kaufhof interessiert, welcher letztlich auch die Horten AG 1994 übernahm.
Trotz des Scheiterns blieb der Weg klar, und die Kaufring AG übernahm einige ihrer eigenen Kunden, d. h. Kaufhäuser, welche vorher selbständige Partner waren.

#### J.Gg. Rupprecht GmbH
Unter dem Namen J.Gg. Rupprecht betrieb die Kaufring AG seit der Jahreswende 1992/1993 zehn kleinere Warenhäuser, welche die Horten AG abgestoßen hatte. Die Filialen befanden sich meist in kleineren Städten oder Stadtteilen, wie Gevelsberg, Viersen oder Duisburg-Marxloh. Die Rentabilität war von Anfang an problematisch. Wenn es ging, versuchte man, attraktive Partner in die Filialen zu holen. So waren der Media-Markt in Duisburg und Strauss Innovation in Viersen mit in die Filialen gezogen, um mehr Kunden an den Standort zu locken, der nicht immer der beste in der jeweiligen Stadt war.
Ehemalige Filialen der J.Gg. Rupprecht GmbH (vollständig):
- Andernach, Hochstraße 80
- Baden-Baden, Lange Straße 44 (nur 1993–1995, seitdem Kaufhaus Wagener)
- Bergheim (Erft), Südweststraße 13 (abgerissen, ab 2008 Kaufland)
- Bochum, Alter Markt 6
- Duisburg, August-Bebel-Platz 20 (heute „Marxloh Center“)
- Gevelsberg, Mittelstraße 27 (heute kleinere Ladeneinheiten)
- Heidenheim, Karlstraße 12 (abgebrochen, heute „Schlossarkaden“)
- Pirmasens, Hauptstraße 13
- Viersen, Löhstraße 23 (abgebrochen, heute neues Einkaufszentrum)
- Wetzlar (heute Modemarkt Adler)
- Worms, Am Römischen Kaiser 1

Im Jahr 1996 konnte man das 75-jährige Jubiläum feiern, doch war dies auch der Zeitpunkt des Abstieges. Die Ex-Horten-Häuser waren als Paket nicht profitabel, einige sogar höchst defizitär. Die übrigen dazu übernommenen Kaufhäuser konnten auch kaum Synergien erzielen, außerdem durften sie alle ihre alten Namen behalten, sodass es keinen einheitlichen Marktauftritt gab, was besonders die Werbekosten in die Höhe trieb. Das Sammelsurium an Kaufhäusern war auch keine gewachsene Struktur, lediglich die Rupprecht-Häuser hatten mit der Horten AG einen gemeinsamen Hintergrund. Für das Jubiläum wollte sich die Kaufring AG groß kaufen und überhastete sich dabei mit Übernahmen.
Die defizitären Rupprecht-Filialen wurden (zu) lange gehalten, ihre schlechte wirtschaftliche Lage war bekannt, auch in Pressemeldungen bekanntgegeben worden. Von den Filialen sollte anfänglich trotzdem keine geschlossen werden. Nach einigem Hin und Her entschloss man sich jedoch, die Filialen teilweise zu schließen oder neu zu strukturieren, indem man besonders verlustreiche Abteilungen strich, wie zum Beispiel das Zuschussgeschäft Kaufhaus-Restaurant. Kurz vor Ende der Kaufring AG (2001) wurden dann doch noch alle Filialen abgewickelt, für die AG kam das jedoch letztlich zu spät, es wurde zu viel Geld in ein Fass ohne Boden gesteckt und anschließend die Bestellmengen an den gesunkenen Umsatz nicht stark genug angepasst.

### Insolvenz
Im Jahr 2001 war die Kaufring AG wirtschaftlich angeschlagen. In einer letzten Notaktion wurden die defizitären J.Gg. Rupprecht Häuser (zu diesem Zeitpunkt waren nur noch 8 der ursprünglich 10 Häuser in Betrieb) geschlossen, so konnte in letzter Minute eine Insolvenz verhindert werden. Es kam noch einmal kurzzeitig in der zweiten Jahreshälfte zu einem Aufschwung, bei dem es zunächst so aussah, als könne eine geschrumpfte Kaufring AG überleben. Doch dann kam nach dem kurzen Aufschwung wieder eine verlustreiche Phase, die geschlossenen eigenen Kaufhäuser und die zwischenzeitlich aufgegebenen Warenhäuser und Fachgeschäfte der Kunden führten zu einem riesigen Umsatzloch im Weihnachtsgeschäft.
Nachdem die Kaufring AG auf unverkauften Waren saß und ihre Marktpräsenz gesunken war, wurde nach Kooperationspartnern gesucht, wie sie einst in Form von Hertie und der Horten AG vorhanden waren und die durch die Woolworth nicht im vollen Umfang ersetzt wurden. Am 6. Juni 2001 gaben die Kaufrings AG und die EK Großeinkauf eG, Bielefeld (heute EK/servicegroup) bekannt, ihre Großhandelsaktivitäten bis zum 1. Januar 2002 in einer Gesellschaft zusammenlegen zu wollen, an der beide gleichberechtigt beteiligt sein sollten. Laut Pressemitteilung vom 5. November 2001 sollte EK die Basis der Gesellschaft werden und Kaufring das Kaufhaus-Know-How einbringen. Am 21. Dezember 2001 gab Kaufring in einer Ad-hoc-Mitteilung bekannt, dass das Sanierungskonzept gescheitert sei, da die Entschuldung nicht so klappte wie geplant. Am 27. Dezember 2001 wurde der Insolvenzantrag gestellt. Dies nutzten Mitbewerber, um Kunden abzuwerben. Am 1. März 2002 wurde das Insolvenzverfahren eröffnet. Ziel war die Fortführung der intakten Teile des Unternehmens, Kernpunkt der Gläubigerbanken war allerdings ein Verkauf des Geländes am Düsseldorfer Flughafen, da mit dem Wert des Geländes große Anteile der Schulden hätten beglichen werden können. Der Verkauf scheiterte jedoch und die Kaufring AG wurde abgewickelt. Teile des Kaufrings werden heute durch die EK/servicegroup weitergeführt. Zu nennen sind hier z. B. das Mitgliederrechenzentrum und der Frachtenpool. Auch sind dort jetzt viele der ehemaligen Kaufring-Kunden Mitglieder.
Die Marke Kaufring ist bis heute nicht ganz verschwunden, einige ehemalige Kunden der Kaufring AG treten weiterhin unter diesem Namen auf. Firmennamen von Kaufhäusern/Fachgeschäften, wie etwa „Ring-Center“, erinnern an die große deutsche Genossenschaft im Einzelhandel. An manch altem Geschäft stand auch Jahre nach dem Ende der Kaufring AG noch der alte Genossenschaftshinweis „Ein Kaufring Haus“.
In München gibt es zwei Kaufring-Warenhäuser (eine dritte Filiale in Pasing schloss 2017), wobei eines erst 2009 eröffnet wurde, also Jahre nach der Insolvenz der Kaufring AG. Die Rechte an der Marke Kaufring hält das Kaufhaus am Ostbahnhof in München.